# Lap (cuisine)
Pour les articles homonymes, voir Lap.

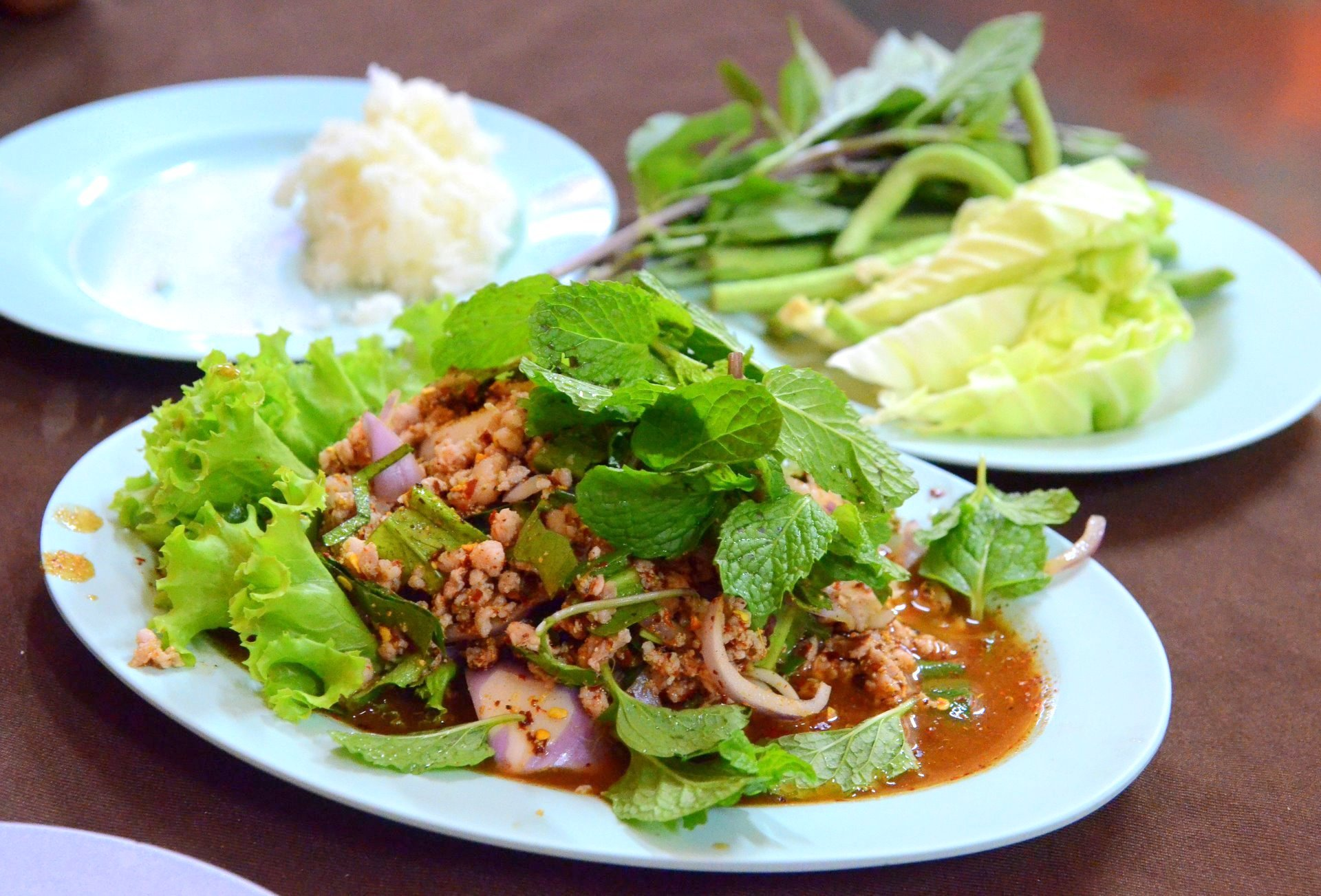
Lap mu (lap de porc) servi dans un restaurant de Bangkok.

Le lap (laotien ລາບ ; thaï ลาบ ; lâːp, parfois transcrit larb) est un plat traditionnel du Laos et de l'Isan (nord-est de la Thaïlande). Il s'agit d'un hachis, généralement fortement pimenté, qu'on consomme avec du riz gluant. Il en existe plusieurs variétés :
- lap de poisson ;
- lap cuit (bœuf, porc, poulet, canard ou gibier) ;
- lap cru ;
- lap de sang de porc ou de canard.

Des variantes du larb apparaissent également dans les cuisines d'autres peuples de langue tai, comme celles de l'État de Shan au Myanmar et de la province du Yunnan en Chine. Malgré les adaptations régionales, les racines du larb restent distinctement lao.

## Histoire
Commandées par l'empereur chinois Qianlong en 1751, les illustrations impériales Qing des portraits des offrandes périodiques décrivent le peuple lao comme suit : "Les Laowo (Lao) sont habituellement appelés Wojia [...] Ils aiment manger de la viande crue.". Ces écrits rapportent déjà l'existence du lap au Laos. Étienne François Aymonier, qui a visité le Laos en 1883, a décrit le lap comme le plat préféré des Laotiens - un mélange d'oignons hachés ou d'échalotes, de feuilles de citronnelle, de poisson fermenté et de piment mélangé à du poisson frais et bouilli. Un autre visiteur français, le docteur Estrade, arrivé en 1893, décrit le lap comme un plat principal lao composé de poisson bouilli, de piment et de riz gluant grillé.
Selon la méthode de préparation, il peut être connu sous différents noms, notamment nam tok, goi/saa, yum/sua, et peut être préparé avec du bœuf, du buffle, du poulet, du canard, du poisson, du porc, des crevettes, de la viande de gibier, des champignons ou même des algues. Le lap peut être servi cru, ce que l'on appelle laab diip (cru) ou aharn suer (nourriture de tigre), ou cuit. Il est parfois accompagné d'une soupe préparée avec les os de la viande utilisée.
Historiquement, les plats de lap étaient plus courants dans l'aristocratie et les recettes traditionnelles de lap servies à la royauté laotienne figurent dans une collection de recettes manuscrites de Phia Sing (1898-1967), chef royal. Le lap est considéré comme un plat de bon augure et porte-bonheur car, traditionnellement, la viande n'était pas facilement disponible et la plupart des Laotiens mangeaient du lap lors d'occasions spéciales, telles que les mariages, les célébrations du Nouvel An et les festivals. De nombreux Laotiens bénissent leur famille et leurs invités avec un repas composé de laab pour leur porter chance et bonheur. Lors de la célébration du Nouvel An, de nombreuses familles laotiennes croient que le fait de manger du lap le premier jour des trois jours de fête apportera la chance pour le reste de l'année.
Avant l'effondrement de la monarchie, dans la haute société laotienne, les chefs n'étaient jamais autorisés à préparer les plats Les femmes de la haute société laotienne considéraient que c'était une tâche honorable et une excellente occasion de montrer leurs talents culinaires que de préparer le lap pour leurs invités estimés. Chez les Laotiens ordinaires, les femmes au foyer préparaient les ingrédients dans des récipients séparés, laissant au chef de famille l'honneur final de mélanger tous les ingrédients dans un grand bol. Selon la tradition, le chef de famille commence par malaxer la viande hachée, c'est-à-dire la ramollir et l'incorporer à une tasse de bouillon de la soupe, puis ajoute le riz gluant, le poivre en poudre, l'ail, le sel, la sauce padaek et enfin les aromates hachés avant de servir
Lap a une signification dans le dialecte Lanna (1292-1775), le royaume voisin de Lan Xang (1353-1707, l'actuel Laos). Le nom est dérivé du mot complet « จิ๊นลาบ », le mot « จิ๊น » signifiant viande animale et « ลาบ » signifiant hacher en petits morceaux ou émincer en écriture Lanna (étroitement liée au Tai Tham). Toutefois, dans l'ancien dialecte lanna, le mot « ฟัก » (« fak ») était aussi utilisé pour « hacher ».

## Différents types

### Laos
Au Laos, selon la façon dont le plat est préparé, il peut être connu sous différents noms, notamment nam tok, goi/saa, yum/sua. Le lap moderne est le plus souvent préparé avec du poulet, du bœuf, du canard, du poisson, du porc ou des champignons, aromatisé avec de la sauce de poisson, du jus de citron vert, du padaek, du riz gluant grillé et des herbes fraîches. La viande peut être crue ou cuite ; elle est hachée et mélangée à du piment, de la menthe, du riz grillé grossièrement moulu (khao khoua) et, éventuellement, à un assortiment de légumes, selon les préférences de chacun. Le plat est servi à température ambiante et généralement accompagné d'une portion de riz gluant et de légumes crus ou frais.Traditionnellement, le lap de bœuf ne contient que des abats, de la bile et tous les autres ingrédients sans jus de citron vert. Le lap de poisson et de crevettes est également traditionnellement dépourvu de jus de citron vert mais incorpore du galanga émincé. Comparé à d'autres lap, le lap de poisson et de crevettes nécessite une étape supplémentaire. Le filet de poisson désossé ou les crevettes sont émincés, puis pilés dans un mortier et un pilon jusqu'à l'obtention d'une pâte gluante.  Le jus de padaek est soigneusement ajouté au mélange et remué jusqu'à obtenir la consistance souhaitée, avant de terminer par le galanga finement haché et d'autres herbes aromatiques.
- Nam tok : Nam tok (Lao : ນ້ຳຕົກ, Thai : น้ำตก) est un mot lao et thaï qui signifie « chute d'eau ». Ce nom provient soit de l'écoulement du jus de la viande pendant la cuisson, soit du jus qui s'écoule du bœuf saignant à point lorsqu'il est tranché. Il fait référence à un plat de viande populaire au Laos, où il est communément appelé ping sin nam tok (Laos) ou nuea yang nam tok (Thaïlande). Ce plat peut être considéré comme une variante du lap standard et se compose de viande de porc ou de bœuf cuite au barbecue, généralement le cou, qui est découpé en morceaux de la taille d'une bouchée. La viande est ensuite portée à ébullition avec un peu de bouillon pour créer une sauce. On éteint le feu, puis on ajoute des échalotes émincées, du riz grillé moulu, de la poudre de chili, du jus de citron vert et de la sauce de poisson, ainsi que des feuilles de coriandre, des oignons de printemps et des feuilles de menthe râpées[11].
- Goi/Saa : Goi (Lao : ກ້ອຍ), Saa (Lao : ສ້າ) est un plat de type lap dont la viande est tranchée finement plutôt que hachée. À Luang Prabang et dans le nord du Laos, cette méthode de préparation est appelée saa, tandis qu'à Vientiane et dans le sud du Laos, elle est connue sous le nom de goi. Le goi ou saa cru, préparé avec le poisson le plus frais et de la meilleure qualité, est servi aux invités les plus honorables, car c'est le plat le plus délicat et le plus compliqué à préparer. Un goi ou un saa bien fait exige une grande habileté au couteau et beaucoup de talent. Le poisson cru est découpé en filets, désossé et tranché. Le poisson est ensuite laissé à tremper dans une marinade composée d'eau salée et de jus de citron vert pendant 2 à 15 minutes maximum, selon les préférences. Cette dénaturation des protéines « cuit » le poisson, à l'instar du ceviche, un plat latino-américain. Une fois marinée, la viande est pressée jusqu'à ce qu'elle soit sèche pour éliminer l'excès de liquide. La marinade restante du poisson est ensuite combinée au padaek et portée à ébullition avant d'être laissée à refroidir pour former une sauce. Lorsque tout est prêt, le poisson est mélangé à la sauce, à la poudre de riz grillé, aux flocons de poivre et aux herbes aromatiques finement hachées, telles que le fenouil, le galanga, la citronnelle, le persil laotien, l'échalote, les oignons verts et la menthe. Le mélange peut encore être assaisonné de sel ou de citron vert selon les goûts. Le plat final est une salade de poisson rose pâle avec des aromates verts, toujours servie avec le bouillon de soupe de l'arête de poisson, des légumes frais et du riz gluant[8]. Un plat similaire existe au Viêt Nam, connu sous le nom de bo tai chanh.
- Niao/Niaow : Un autre style, similaire à la méthode de préparation du lap de poisson et de crevettes, est une version au bœuf ou au buffle d'eau appelée lap niaow (lap gluant), dans laquelle un morceau de viande maigre crue est haché puis pilé avec du galanga frais, de l'ail grillé, des échalotes, du piment séché, du liquide padaek et du bouillon de bœuf pour former une pâte ou un mélange épais. Enfin, le foie, le cœur et la rate cuits et coupés en tranches, la poudre de riz (khao khoua), les aromates frits (ail haché, oignons verts, citronnelle) et les aromates frais (oignons verts hachés et coriandre) sont incorporés au mélange et garnis avant d'être servis[2].
- Yum/Sua : Le yum gai tom (poulet bouilli) ou sua gai (poulet) est un autre style plus ancien, populaire parmi les aristocrates et servi à la royauté laotienne. La recette du yum gai tom royal se trouve dans les écrits de Phia Sing. Le yum gai tom ou sua gai se prépare en faisant bouillir un poulet entier avec de la citronnelle, du gingembre et des feuilles de kéfir. Une fois le poulet cuit, la viande est retirée de la carcasse et hachée ou déchiquetée. On y ajoute des concombres et des tomates hachés (facultatif), des piments, des échalotes et de l'ail à moitié rôtis, ainsi que de la poudre de riz grillé. Du bouillon est ajouté pour humidifier, ainsi que du jus de citron vert et de la sauce de poisson. Le poivre et le sel sont ajoutés selon les goûts. Le tout est complété par des oignons de printemps et de la coriandre en guise de garniture[2].

### Style Tai Nyuan
Le lap  est apprécié sous forme crue ou cuite, selon les goûts de chacun. Le lap cuit est généralement rôti et, par conséquent, appelé « ลาบคั่ว » (lap rôti). Le lap cru est connu sous le nom de « ลาบเลือด » (lap sanguin), populairement consommé avec de l'alcool. Dans les temps anciens, il était préparé uniquement par les hommes et les femmes étaient exclues du processus, car elles risquaient de contaminer le plat avec du sang menstruel.
Les Lanna mangent souvent du lap lors de célébrations de bon augure telles que le nouvel an ou Songkran, les pendaisons de crémaillère, les mariages, l'ordination et d'autres festivités bouddhistes. Il est influencé par le mot thaïlandais « ลาภ » (dérivé du pali) homophone : qui signifie chance ou fortune inattendue.
Le lap du nord de la Thaïlande, où les Lao ont migré, est différent du lap de style lao, plus connu au niveau international. Le lap du nord de la Thaïlande des Tai Nyuan (peuple du nord de la Thaïlande), ne contient pas de sauce de poisson et n'est pas acide, car il n'utilise ni jus de citron vert ni aucun autre agent acidifiant. La version du nord de la Thaïlande utilise plutôt un mélange d'épices séchées comme arôme et assaisonnement, comprenant des ingrédients tels que le cumin, les clous de girofle, le poivre long, l'anis étoilé, les graines de frêne épineux et la cannelle, entre autres, dérivés de la situation du royaume Lanna du nord de la Thaïlande sur l'une des routes des épices vers la Chine, en plus des piments séchés moulus et, dans le cas du lap préparé avec du porc ou du poulet, du sang de l'animal. Le plat peut être consommé cru (lap dip), mais aussi après avoir été brièvement sauté (lap suk). Si le sang est omis dans la préparation de la version sautée, le plat est appelé lap khua (thaï : ลาบคั่ว). Il existe également une sorte de lap  appelé lap luat (Lao : ລາບເລືອດ) ou lu (Thai : หลู้). Ce plat est composé de viande de porc ou de bœuf crue hachée, de sang, de rognons, de graisse et de bile crus, mélangés à des épices, des oignons frits croustillants, des herbes fraîches et d'autres ingrédients. Le lap et ses autres variantes sont servis avec un assortiment de légumes et d'herbes fraîches, et consommés avec du riz gluant. Cette version du lap serait originaire de la ville de Phrae, dans le nord de la Thaïlande, et se retrouve également dans certaines régions du nord du Laos.